# 科拉卡德烏帕齊拉
科拉加德乌帕齐拉是孟加拉国迪納傑布爾縣的一个乌帕齐拉，位於朗布爾专区的迪納傑布爾縣。。

## 人口
據1991年孟加拉國人口普查，科拉加德共有戶數17,535戶，人口84,279人。其中男性佔比51.01%，女性佔比48.99%；成年人口43,913人。該地7歲以上人口之平均識字率為26.1%。